# Camille Vettard
Camille Vettard, né le 9 octobre 1877 à Sathonay et mort le 16 juin 1947 à Albi, est un critique littéraire et haut-fonctionnaire français, auteur de textes explorant les rapports entre philosophie et sciences, en particulier à travers les travaux de Bertrand Russell ou d'Henri Bergson. Il est également connu comme spécialiste de Marcel Proust avec lequel il a échangé une correspondance.

## Biographie

### Jeunesse et formation
Avant 1914, Il est chargé de la critique philosophique à la Nouvelle Revue française.

### Carrière administrative
Conseiller à la préfecture des Hautes-Pyrénées en 1916[réf. souhaitée], il est nommé sous-préfet de Bagnères-de-Bigorre en 1918. Après 1926, il est rattaché aux services centraux du ministère de l'Intérieur.

### Carrière littéraire
Dans l'entre-deux-guerres, il reprend ses activités de critique à la revue Europe ainsi qu'à la Revue universelle, ce qui lui permet de rencontrer diverses personnalités de la vie intellectuelle et littéraire du début du XXe siècle et d'entretenir une correspondance avec certaines d'entre elles ; c'est ainsi qu'il publie sa correspondance avec Marcel Proust après la mort de ce dernier.

### Dernières années
Elles se déroulent dans le Tarn.

## Œuvres
- Lettres inédites / Marcel Proust ; préf. et appendices par Camille Vettard, 1926
- Du côté de chez : Valéry, Péguy et Romain Rolland, Proust, Gide, Barrès et Soury, Sartre, Benda, Nietzsche., Albi, Editions de la tête noire, 1946, 179 p.